# Championnat du monde de patinage artistique 1898
Navigation
Mondiaux 1897 Mondiaux 1899
Le Championnat du monde de patinage artistique 1898 a lieu le 15 février 1898 à Londres au Royaume-Uni.
Pour la première fois, un patineur britannique participe aux mondiaux.

## Podium
| Épreuves                      | Or                | Argent       | Bronze        |
| ----------------------------- | ----------------- | ------------ | ------------- |
| Messieurs résultats détaillés | Henning Grenander | Gustav Hügel | Gilbert Fuchs |

## Tableau des médailles
| Rang  | Nation    | Or | Argent | Bronze | Total |
| ----- | --------- | -- | ------ | ------ | ----- |
| 1     | Suède     | 1  | 0      | 0      | 1     |
| 2     | Autriche  | 0  | 1      | 0      | 1     |
| 3     | Allemagne | 0  | 0      | 1      | 1     |
| Total | Total     | 1  | 1      | 1      | 3     |

## Détails de la compétition Messieurs
| Rang    | Nom               | Nation      | Places | Points | Fig. impo. | Prog. libre |
| ------- | ----------------- | ----------- | ------ | ------ | ---------- | ----------- |
| 1       | Henning Grenander | Suède       | 10     | 237.1  | 3          | 1           |
| 2       | Gustav Hügel      | Autriche    | 13     | 229.0  | 1          | 2           |
| 3       | Gilbert Fuchs     | Allemagne   | 13     | 224.1  | 2          | 3           |
| 4       | H. C. Holt        | Royaume-Uni | 24     | 63.1   | 4          | 4           |
| Forfait | Lars Wiik         | Suède       |        |        |            |             |